# Collège d’enseignement général et professionnel
Ein Collège d’enseignement général et professionnel (kurz Cégep) ist in Québec (Kanada) eine seit 1967 existierende Bildungseinrichtung, in der technische und vor-universitäre Ausbildung stattfindet. Als Zertifikat erhält man nach Abschluss ein „Diplôme d'études collégiales“ (DEC) oder eine „attestation d'études collégiales“. Die Zahl der Cégeps stieg schnell von zwölf im Jahr 1967 auf 48 im Jahr 1998.
Zwei Ausbildungsarten führen zum DEC:
- Die vor-universitären Programme, die zwei Jahre (also vier Semester) dauern, bereiten auf ein Studium an einer Universität vor.
- Die technischen Ausbildungsgänge dauern in der Regel drei Jahre (sechs Semester) und bereiten direkt auf den Einstieg in den Arbeitsmarkt vor, können aber auch Grundlage für einen Universitätsbesuch sein.

## Liste der Cégeps in der Provinz Québec

### Montréal und Umgebung
- John Abbott College (Website)
- Collège Ahuntsic
- Cégep André-Laurendeau
- Collège de Bois-de-Boulogne
- Champlain Regional College
- Dawson College
- Collège Édouard-Montpetit
- Cégep régional de Lanaudière
- Collège Lionel-Groulx
- Collège de Maisonneuve
- Collège Montmorency
- Collège de Rosemont
- Cégep de Saint-Hyacinthe
- Cégep Saint-Jean-sur-Richelieu
- Cégep de Saint-Jérôme
- Cégep de Saint-Laurent
- Cégep de Sorel-Tracy
- Collège de Valleyfield
- Vanier College
- Cégep du Vieux Montréal
- Cégep Marie-Victorin
- Collège Gérald-Godin

### Québec, Stadt und Umgebung
- Cégep de Drummondville
- Collège Shawinigan
- Cégep de Trois-Rivières
- Cégep de Victoriaville
- Cégep Beauce-Appalaches
- Collège François-Xavier-Garneau
- Cégep de Lévis-Lauzon
- Cégep Limoilou
- Cégep de Thetford
- Cégep de Sainte-Foy

### Andere
- Cégep de Granby Haute-Yamaska
- Cégep de Sherbrooke
- Cégep de Saint-Félicien
- Cégep de Jonquière
- Cégep de Chicoutimi
- Collège d'Alma
- Heritage College (Gatineau)
- Cégep de l'Outaouais (Gatineau)
- Cégep de l'Abitibi-Témiscamingue (Rouyn-Noranda)
- Cégep de Sept-Îles
- Cégep de Baie-Comeau
- Cégep de La Pocatière
- Cégep de Rivière-du-Loup
- Cégep de Rimouski
- Cégep de Matane
- Cégep de la Gaspésie et des Îles (Gaspé)